# Hyperamblyops antarctica
Hyperamblyops antarctica är en kräftdjursart som först beskrevs av Hansen 1913.  Hyperamblyops antarctica ingår i släktet Hyperamblyops och familjen Mysidae. Inga underarter finns listade i Catalogue of Life.